# 1855 في فنزويلا
فيما يلي قوائم الأحداث التي وقعت خلال عام 1855 في فنزويلا.

## سياسة

### انتهاء فترة المنصب
- 20 يناير – خوسيه غريغوريو موناغاس رئيس فنزويلا.

## مواليد

### مارس
- 9 مارس – إميليو جاسينتو ماوري رسام فنزويلي.

## وفيات

### يناير
- 1 يناير – خوزيه ماريا بينيتز (مواليد 1790) عالم نبات فنزويلي.